# Yumilka Ruiz
Pour les articles homonymes, voir Ruiz.
Yumilka Ruiz est une ancienne joueuse cubaine de volley-ball née le 8 mai 1978 à Camagüey. Elle mesure 1,79 m et jouait au poste de réceptionneuse-attaquante. Elle a totalisė 110 sélections en équipe de Cuba.

## Biographie
En août 2008 elle devient membre de la commission des athlètes au Comité international olympique

## Clubs
| Club                       | De        | À         |
| -------------------------- | --------- | --------- |
| Camaguey                   | 1986-1987 | 1995-1996 |
| Medinex Reggio Calabria    | 1997-1998 | 1999-2000 |
| Camaguey                   | 2000-2001 | 2003-2004 |
| Ouralotchka Iekaterinbourg | 2004-2005 | 2005-2006 |
| Camaguey                   | 2006-2007 | 2007-2008 |
| Ouralotchka Iekaterinbourg | déc 2012  | 2014-2015 |

## Palmarès

### Équipe nationale
- Jeux olympiques[2]
  -  1996 à Atlanta
  -  2000 à Sydney
  -  2004 à Athènes
- Championnat du monde (1)[2]
  - Vainqueur : 1998
- Coupe du monde[2]
  - Vainqueur : 1999.
  - Finaliste : 1997.
- Grand Prix Mondial (1)[2]
  - Vainqueur : 2000
  - Finaliste : 1997, 2008
- Jeux Pan-Américains
  - Vainqueur : 2007.
  - Finaliste : 2003
- Championnat d'Amérique du Nord (1)
  - Vainqueur : 2007
- Coupe panaméricaine
  - Vainqueur : 2002, 2005
- Jeux d'Amérique centrale et des Caraïbes
  - Finaliste: 2006.

### Clubs
- Championnat d'Italie
  - Finaliste : 1999, 2000.
- Coppa Italia (1)
  - Vainqueur : 2000
- Championnat de Russie (1)
  - Vainqueur : 2005
- Coupe de la CEV
  - Vainqueur : 2000.
  - Finaliste : 2014.

### Distinctions individuelles
- Championnat du monde de volley-ball féminin 2002: Meilleure marqueuse[3].
- Coupe panaméricaine de volley-ball féminin 2002: Meilleure défenseur et MVP.
- Grand Prix Mondial de volley-ball 2004: Meilleure marqueuse et meilleure attaquante.
- Coupe panaméricaine de volley-ball féminin 2005: Meilleure attaquante.